# Partito del Lavoro (Paesi Bassi)
Il Partito del Lavoro (in olandese Partij van de Arbeid, PvdA; AFI: [pɑrˈtɛi vɑn də ˈɑrbɛit]) è un partito politico olandese.
Il PvdA è il principale partito politico olandese di centro-sinistra, espressione del pensiero socialdemocratico moderato. È membro dell'Internazionale Socialista e del Partito Socialista Europeo.

## Storia

### Le origini

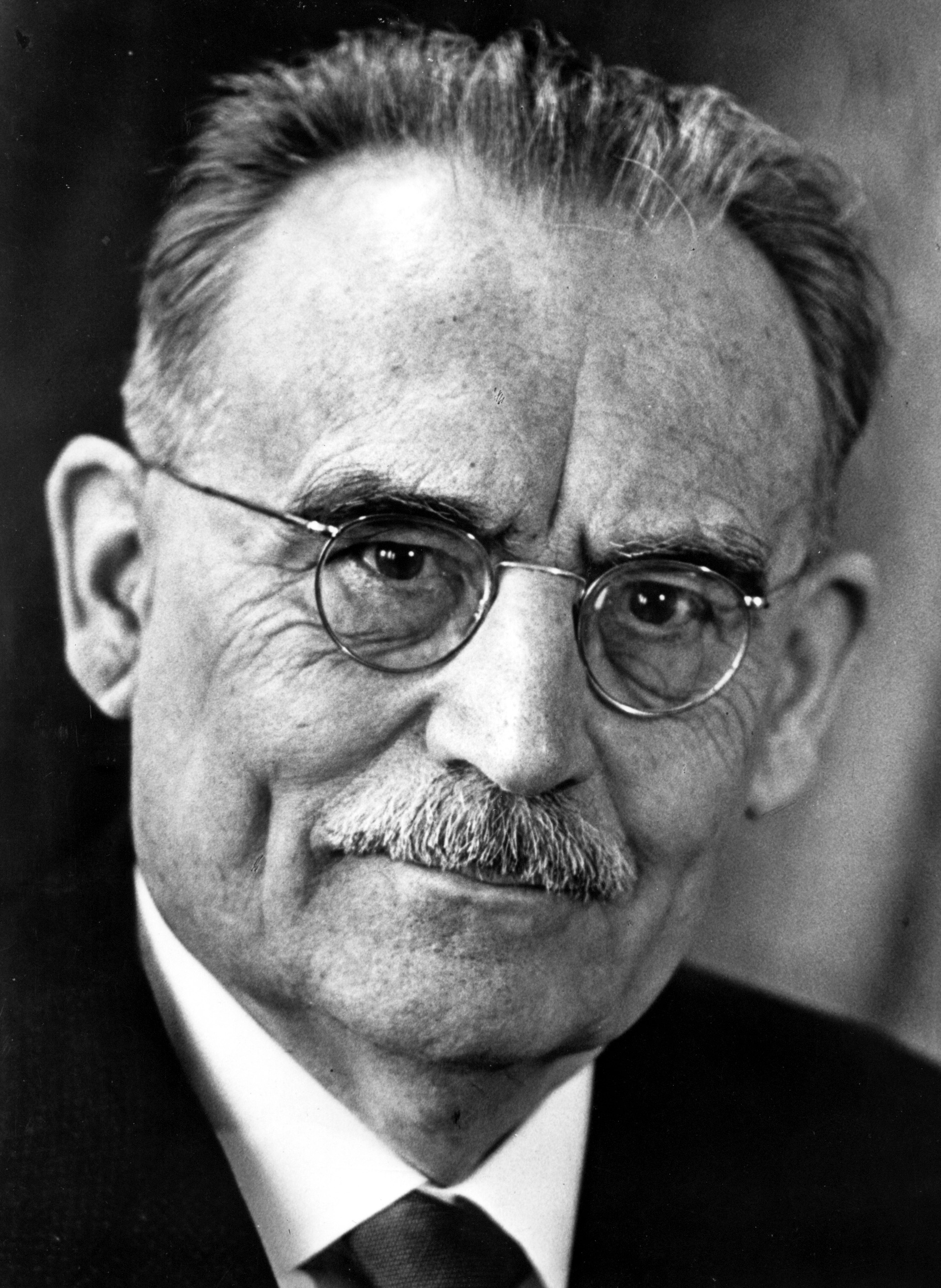
Willem Drees, co-fondatore, leader del partito (1946–1958) e Ministro-presidente (1948–1958)

Il PvdA nasce nel 1946 dalla fusione tra:
- Partito Socialdemocratico del Lavoro (SDAP), socialdemocratici;
- Lega Libero-Democratica (VDB), socio-liberali;
- Unione Cristiano-Democratica (CDU), cristiano-sociali.

Alle politiche del 1937 lo SDAP aveva conquistato 23 seggi, il VDB 6 e la CDU 2. Alle politiche del 1946 il PvdA ottenne il 28,31% dei voti e 29 seggi, 2 in meno di quelli ottenuti dai partiti fondatori nelle elezioni precedenti. Il dato peggiora ulteriormente nelle politiche del 1948 dove il PvdA cala al 25,60% ed ottiene 27 seggi (2 in meno). Del resto nello stesso anno alcuni liberali abbandonarono il partito, considerandolo troppo "socialista" e formarono, insieme al conservatore "Partito della Liberta", il Partito Popolare per la Libertà e la Democrazia (VVD), centrista liberale. Nel 1952 i laburisti prendono il 28,97% ed eleggono 30 deputati. Alle politiche del 1956 il PvdA incrementò i propri consensi salendo al 32,69%. Tra il 1946 ed il 1958 il PvdA governerà in alleanza con il Partito Popolare Cattolico (KVP) (poi confluito nell'CDA) ed espresse il primo ministro Willem Drees, i cui governi si prodigarono per la ricostruzione del paese dopo la Seconda guerra mondiale e l'occupazione nazista.
Alle politiche del 1959 i Laburisti scendono al 30,36% dei voti e vengono superati dai democristiani del KVP, che scelgono di allearsi con i liberali del VVD. Dal 1959 al 1973, i Laburisti sono stati sempre, salvo nell'anno 1966, all'opposizione di governi formati da democristiani (CDA) e liberali (VVD). Del resto alle politiche del 1963 e del 1967, il PvdA perderà ulteriormente consensi, scendendo prima al 28,01% e poi al 23,55% dei consensi. Alle politiche del 1971 il PvdA incrementò i propri consensi dell'1% divenendo primo partito, ma rimanendo comunque all'opposizione.

### Dagli anni '70 al 2000
Alle politiche del 1972 i Laburisti salgono al 27,34%, eleggono 43 deputati e tornano al governo con Joop den Uyl. Il governo, che durerà l'intera legislatura, sarà formato, oltre che dai laburisti, anche dai democristiani del KVP, del Partito Anti-Rivoluzionario (ARP, conlfuito poi nel CDA), dai cristiano-progressisti del Partito Politico Radicale (PPR, confluiti poi nella Sinistra Verde) e dai Democratici 66, liberali progressisti.
Alle elezioni del 1977, il PvdA balzò al 33,83% dei voti ed elesse 53 deputati, ma si ritrovò all'opposizione. Il nuovo governo, infatti, fu presieduto dal democristiano (CDA) Dries van Agt e composto solo da CDA e VVD. Alle politiche del 1981 il PvdA perse consensi (-5,54%) e seggi (-9), ma entrò a far parte del secondo governo van Agt, insieme a CDA e D66. Il governo, però, durò appena un anno. Alle politiche anticipate del 1982 il PvdA salì al 30,40%, divenendo nuovamente il primo partito, ma fu escluso dal governo, guidato dal democristiano Ruud Lubbers e composto da CDA e VVD. Il PvdA rimase all'opposizione del II governo Lubbers anche dopo le elezioni del 1986, dove perse il primo posto, nonostante l'incremento al 33,27% dei voti. Alle politiche del 1989, il Laburisti persero l'1,39%, ma entrarono a far parte del terzo governo Lubbers, insieme ai democristiani.

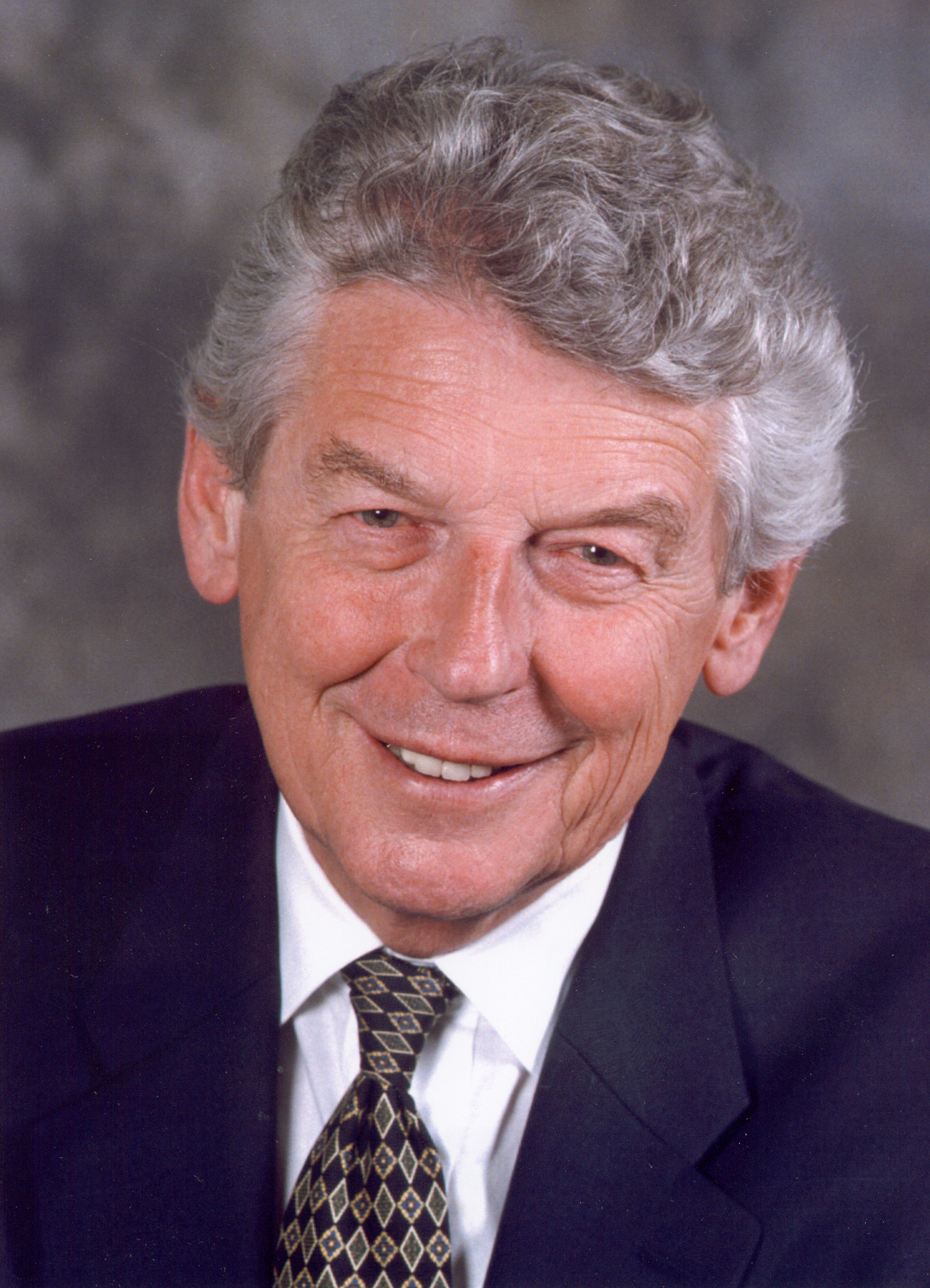
Wim Kok, fautore della Terza via, leader del partito (1986–2001) e Minisro-presidente (1994–2002)

Alle elezioni del 1994, il PvdA ebbe un vero e proprio crollo, passando dal 31,88% al 23,97%. Anche questa volta, però, i Laburisti si trovarono a governare il paese dopo aver perso consensi. Wim Kok, laburista, diede vita al nuovo governo, formato insieme al VVD e ai D66. Il governo venne detto "viola", dal rosso dei Laburisti e dal blu dei Liberal-conservatori e Liberal-progressisti. Per la prima volta dal 1918 nessun partito "confessionale" (cattolico o protestante) entrò a far parte del governo. Alle politiche del 1998, il PvdA risalì al 28,98% ed ottenne 45 seggi. Kok fu riconfermato con la stessa coalizione del suo primo governo.

### Dal 2000 ad oggi
Le politiche del 2002 segnano il risultato più basso nella storia dei Laburisti olandesi. Il partito, infatti, crolla al 15,11% dei voti. Il risultato fu dovuto all'ampio dissenso popolare circa le politiche d'immigrazione ed economiche del governo. A trarne vantaggio fu la Lista Pim Fortuyn (populisti), che prendeva il nome dal proprio fondatore, ucciso durante la campagna elettorale. La LPF ottenne il 17% dei voti, divenne secondo partito ed entrò nel governo del democristiano Jan Peter Balkenende, insieme a CDA e VVD. Il governo, però, durò appena un anno ed alle politiche del 2003 i Laburisti con il 27,26% tornarono ad essere il secondo partito nella Camera bassa, ma rimasero all'opposizione del secondo governo Balkenende, composto da CDA, VVD e D66.
Alle politiche anticipate del 2006, il sistema partitico olandese si complicò ulteriormente. Nelle elezioni si rafforzò, infatti, il Partito Socialista Olandese, la forza più a sinistra, che guadagnò ben 17 seggi, ed ottenne un buon risultato il Partito della Libertà, liberal-conservatore nato da una scissione dei liberali, che conquistò 9 seggi. Persero consensi tutti i partiti maggiori: il CDA (-3), il VVD (-6) la Lista Pim Fortuyn (-8), che ebbe più deputati. Il PVDA scese dal 27,26 al 21,19% (il secondo peggior risultato di sempre), perdendo 9 seggi.
Le politiche 2010 segnarono un ulteriore calo per i laburisti, che scesero al 19,63% ed ottennero 30 seggi alla Camera (3 in meno). A crescere furono i liberali del VVD (+5,8%), i socio-liberali di D66 (+4,9%), gli ecologisti di GL (+2%), ma soprattutto i liberal-populisti del Partito per la Libertà (+9,4%). Sonora sconfitta la subirono i democristiani del CDA (-12,8%) e il Partito Socialista Olandese (-7,7%).
Alle elezioni politiche del 2012, i laburisti riguadagnarono posizioni e ottennero il 24,84% dei voti (+5,21%), ottenendo 38 seggi alla Camera. Le elezioni videro una tenuta del PS (-0,3%) ed un sostanziale calo della Sinistra Verde (-4,3%), oltre che dei democristiani (CDA) (-4,2%).

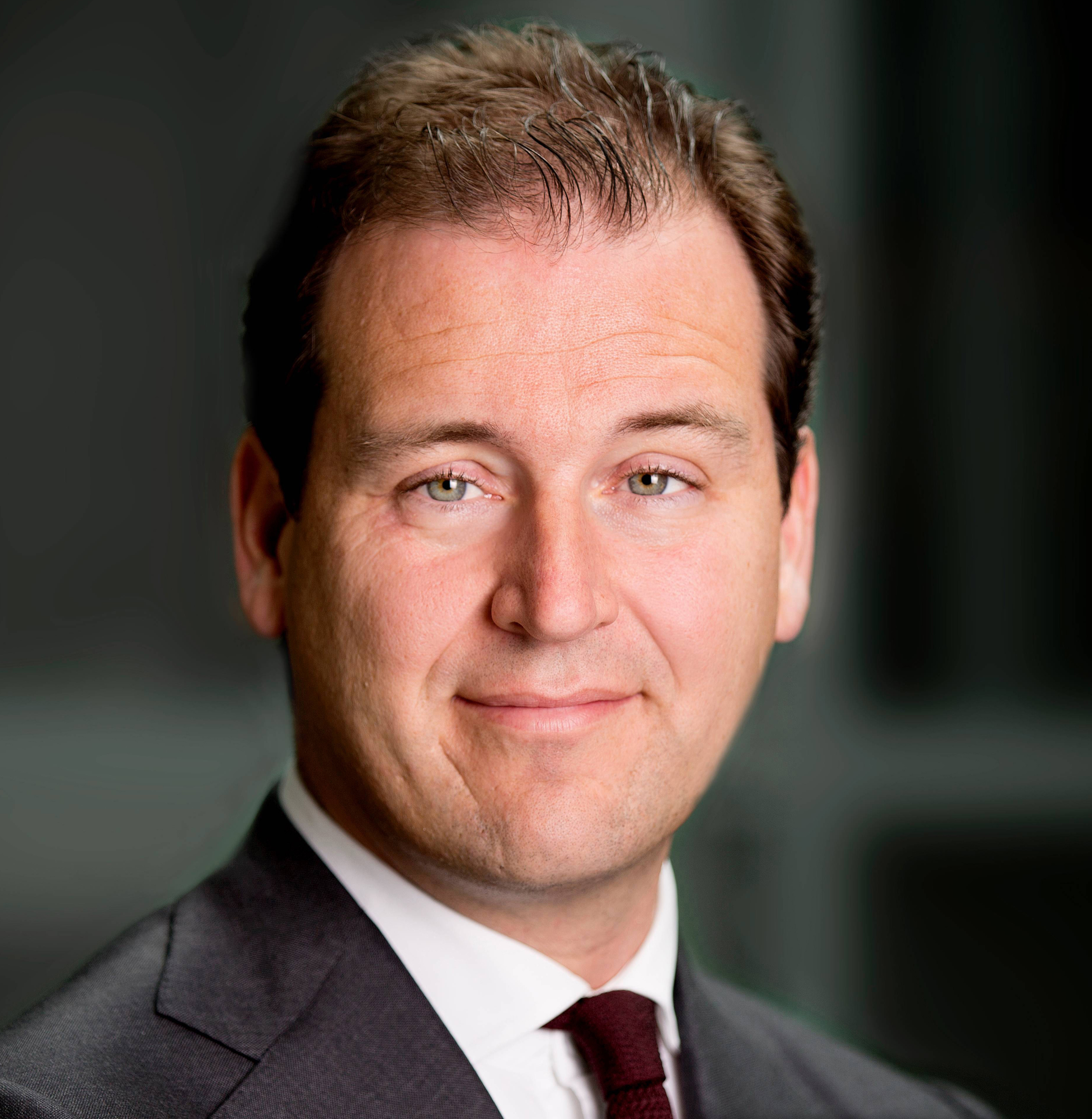
Lodewijk Asscher, leader del partito (2016–2021)

Alle elezioni del 2017 il partito subisce un fortissimo calo ottenendo il 5,70% dei voti (-19,14%) e 9 seggi alla Camera, il peggior risultato mai ottenuto sin dalla sua fondazione. Inoltre, le stesse elezioni videro una forte ricrescita della Sinistra Verde, che ottenne il 9,1% dei voti (+6,8%), ma anche dell'Appello Cristiano Democratico, che ne uscì con il 12,4% dei voti, in crescita del 3,9%.
Alle elezioni del 2021 il partito si mantiene stabile con il 5,73% dei voti (+0,03) e con lo stesso numero di seggi alla Camera ottenuto alle precedenti elezioni. Le stesse elezioni videro un ulteriore calo della Sinistra Verde, che ottenne il 5,16% (-3,97%), e anche dell'Appello Cristiano Democratico, che ottenne il 9,50% (-2,88%). Ad avere la meglio sono stati i Democratici 66, che se ne escono con un 15,02%, in rialzo del 2,79%, piazzandosi al secondo posto dietro al VVD del premier uscente Mark Rutte.

## Organizzazione

### Leadership

#### Leader
- Willem Drees (9 febbraio 1946 – 22 dicembre 1958)
- Jaap Burger (22 dicembre 1958 – 16 settembre 1962)
- Anne Vondeling (16 settembre 1962 – 13 settembre 1966)
- Joop den Uyl (13 settembre 1966 – 21 luglio 1986)
- Wim Kok (21 luglio 1986 – 15 dicembre 2001)
- Ad Melkert (15 dicembre 2001 – 16 maggio 2002)
  - Vacante (16 maggio 2002 – 12 novembre 2002)
- Wouter Bos (12 novembre 2002 – 25 aprile 2010)
- Job Cohen (25 aprile 2010 – 20 febbraio 2012)
  - Vacante (20 febbraio 2012 – 16 marzo 2012)
- Diederik Samsom (16 marzo 2012 – 10 dicembre 2016)
- Lodewijk Asscher (10 dicembre 2016 – 14 gennaio 2021)
- Lilianne Ploumen (14 gennaio 2021 – 12 aprile 2022)
- Attje Kuiken (dal 22 aprile 2022)

#### Presidente
- Koos Vorrink (9 febbraio 1946 – 5 giugno 1953)
- Hein Vos (5 giugno 1953 – 23 febbraio 1955)
- Evert Vermeer (23 febbraio 1955 – 10 maggio 1960)
- Hein Vos (10 maggio 1960 – 24 marzo 1961; ad interim)
- Ko Suurhoff (24 marzo 1961 – 14 aprile 1965)
  - Vacante (14 aprile 1965 – 12 giugno 1965)
- Sjeng Tans (12 giugno 1965 – 7 marzo 1969)
- Anne Vondeling (7 marzo 1969 – 1º maggio 1971)
- André van der Louw (1º maggio 1971 – 16 novembre 1974)
- Ien van den Heuvel-de Blank (16 novembre 1974 – 26 aprile 1979)
- Max van den Berg (26 aprile 1979 – 1º agosto 1986)
- Stan Poppe (1º agosto 1986 – 2 aprile 1987; ad interim)
- Marjanne Sint (2 aprile 1987 – 1º agosto 1991)
- Frits Castricum (1º agosto 1991 – 13 marzo 1992; ad interim)
- Felix Rottenberg (13 marzo 1992 – 15 febbraio 1997; copresidente)
- Ruud Vreeman (13 marzo 1992 – 15 febbraio 1997; copresidente)
- Karin Adelmund (15 febbraio 1997 – 3 agosto 1998)
- Ruud Vreeman (3 agosto 1998 – 20 febbraio 1999; ad interim)
- Marijke van Hees (20 febbraio 1999 – 5 settembre 2000)
- Mariëtte Hamer (5 settembre 2000 – 16 marzo 2001; ad interim)
- Ruud Koole (16 marzo 2001 – 9 dicembre 2005)
- Michiel van Hulten (9 dicembre 2005 – 25 aprile 2007)
- Ruud Koole (25 aprile 2007 – 6 ottobre 2007; ad interim)
- Lilianne Ploumen (6 ottobre 2007 – 22 gennaio 2012)
- Hans Spekman (22 gennaio 2012 – 7 ottobre 2017)
- Nelleke Vedelaar (7 ottobre 2017 – 1º ottobre 2021)
- Esther-Mirjam Sent (dal 1º ottobre 2021)

### Presidenti dei gruppi parlamentari

#### Eerste Kamer
- Marius Reinalda (9 febbraio 1946 – 18 marzo 1947)
- Jo van de Kieft (27 marzo 1947 – 15 luglio 1952)
- Kees Woudenberg (15 luglio 1952 – 2 settembre 1952)
- Joris in 't Veld (2 settembre 1952 – 15 novembre 1960)
- Hein Vos (15 novembre 1960 – 16 febbraio 1968)
- Maarten de Niet (5 marzo 1968 – 7 ottobre 1968)
- Jan Broeksz (7 ottobre 1968 – 16 settembre 1975)
- Anne Vermeer (16 settembre 1975 – 23 giugno 1987)
- Ger Schinck (23 giugno 1987 – 13 giugno 1995)
- Joop van den Berg (13 giugno 1995 – 1º agosto 1996)
- Job Cohen (1º agosto 1996 – 3 agosto 1998)
- Ria Jaarsma (3 agosto 1998 – 8 giugno 1999)
- Geertje Lycklama à Nijeholt (8 giugno 1999 – 10 giugno 2003)
- Johan Stekelenburg (10 giugno 2003 – 22 settembre 2003)
- Han Noten (11 novembre 2003 – 7 giugno 2011)
- Marleen Barth (7 giugno 2011 – 8 febbraio 2018)
- André Postema (8 febbraio 2018 – 10 luglio 2018)
- Esther-Mirjam Sent (4 settembre 2018 – 11 giugno 2019)
- Mei Li Vos (11 giugno 2019 – 13 giugno 2023)

#### Tweede Kamer
- Marinus van der Goes van Naters (4 giugno 1946 – 16 gennaio 1951)
- Jaap Burger (16 gennaio 1951 – 18 settembre 1951)
- Leendert Antonie Donker (18 settembre 1951 – 2 settembre 1952)
- Jaap Burger (2 settembre 1952 – 16 settembre 1962)
- Anne Vondeling (16 settembre 1962 – 14 aprile 1965)
- Gerard Nederhorst (14 aprile 1965 – 23 febbraio 1967)
- Joop den Uyl (23 febbraio 1967 – 11 maggio 1973)
- Ed van Thijn (11 maggio 1973 – 8 giugno 1977)
- Joop den Uyl (8 giugno 1977 – 8 settembre 1977)
- Ed van Thijn (8 settembre 1977 – 16 gennaio 1978)
- Joop den Uyl (16 gennaio 1978 – 11 settembre 1981)
- Wim Meijer (11 settembre 1981 – 16 settembre 1982)
- Joop den Uyl (16 settembre 1982 – 21 luglio 1986)
- Wim Kok (21 luglio 1986 – 4 novembre 1989)
- Thijs Wöltgens (4 novembre 1989 – 17 maggio 1994)
- Wim Kok (17 maggio 1994 – 22 agosto 1994)
- Jacques Wallage (22 agosto 1994 – 19 maggio 1998)
- Wim Kok (19 maggio 1998 – 30 maggio 1998)
- Jacques Wallage (30 maggio 1998 – 10 July 1998)
- Ad Melkert (10 luglio 1998 – 16 maggio 2002)
- Jeltje van Nieuwenhoven (16 maggio 2002 – 19 novembre 2002)
- Wouter Bos (19 novembre 2002 – 22 febbraio 2007)
- Jacques Tichelaar (22 febbraio 2007 – 22 gennaio 2008)
- Mariëtte Hamer (22 gennaio 2008 – 17 giugno 2010)
- Job Cohen (17 giugno 2010 – 20 febbraio 2012)
- Jeroen Dijsselbloem (20 febbraio 2012 – 20 marzo 2012)
- Diederik Samsom (20 marzo 2012 – 12 dicembre 2016)
- Attje Kuiken (12 dicembre 2016 – 23 marzo 2017)
- Lodewijk Asscher (23 marzo 2017 – 14 gennaio 2021)
- Lilianne Ploumen (14 gennaio 2021 – 12 aprile 2022)
- Attje Kuiken (dal 22 aprile 2022)

### Struttura organizzativa
L'organo supremo del PvdA è il Congresso, formato dai delegati delle sezioni comunali. Si riunisce una volta all'anno. Nomina il direttivo del partito, decide l'ordine dei candidati nelle liste elettorali per la Eerste Kamer, la Tweede Kamer e il Parlamento europeo e ha l'ultima parola sul programma del partito. Dal 2002, un referendum ha parzialmente sostituito il Congresso. Sia il candidato capolista alla Tweede Kamer, che è il leader politico del partito, sia il presidente del partito, che guida l'organizzazione del partito, vengono eletti tramite tale referendum. Nel 2002, Wouter Bos vinse le elezioni per la leadership del PvdA.

### Gestione
Il consiglio direttivo del partito viene eletto ogni due anni. L'attuale Consiglio è in carica dal giugno 2018.
- Esther-Mirjam Sent (presidente del partito)
- Jopie Nooren (vicepresidente)
- John Hofmeijer (tesoriere)
- Ties Huis in 't Veld (segretario internazionale)
- Marinka Mulder
- Rose Vermeij
- Stijn Jansen
- Pietro Kerris
- Alptekin Akdoğan
- Nadir Baali

### Donne, giovani e anziani
Nel 1995, l'organizzazione femminile Rooie Vrouwen in de PvdA è stata integrata nel partito, inizialmente con il nome di Rosa-vrouwen-project. Dal 2000 in poi è diventata nota con il nome di PvdA-Vrouwennetwerk (PVN). La collaborazione con le organizzazioni femminili di altri partiti è integrata nella Politiek Vrouwen Overleg (PVO). Un'altra attività femminile del Partito del Lavoro è la Multi Etnisch Vrouwennetwerk (MEV).
Jongen Socialisten in de PvdA (JS) sono l'organizzazione politica giovanile affiliata al PvdA.
Per gli anziani esiste il Landelijke Adviesgroep Ouderen (LAO).

### Affiliazione internazionale
Il PvdA è membro a pieno titolo del Partito del Socialismo Europeo ed è stato membro osservatore dell'Internazionale Socialista fino al dicembre 2014, dopo aver declassato la propria appartenenza nel dicembre 2012. Il PvdA ha aderito all'Alleanza Progressista, una nuova rete internazionale per i partiti politici socialdemocratici, in occasione del suo evento di fondazione il 22 maggio 2013.

### Membri
| Anno | Numero di membri | Anno | Numero di membri | Anno | Numero di membri | Anno | Numero di membri |
| ---- | ---------------- | ---- | ---------------- | ---- | ---------------- | ---- | ---------------- |
| 1946 | 114.558          | 1966 | 134.476          | 1986 | 103.760          | 2006 | 61.913           |
| 1947 | 108.813          | 1967 | 130.960          | 1987 | 101.019          | 2007 | 62.846           |
| 1948 | 117.244          | 1968 | 116.736          | 1988 | 96.722           | 2008 | 59.327           |
| 1949 | 109.608          | 1969 | 107.005          | 1989 | 96.600           | 2009 | 56.507           |
| 1950 | 105.609          | 1970 | 98.671           | 1990 | 91.784           | 2010 | 54.504           |
| 1951 | 111.885          | 1971 | 96.337           | 1991 | 79.059           | 2011 | 55.723           |
| 1952 | 111.351          | 1972 | 94.229           | 1992 | 73.807           | 2012 | 54.279           |
| 1953 | 112.823          | 1973 | 97.787           | 1993 | 69.464           | 2013 | 55.564           |
| 1954 | 119.561          | 1974 | 103.140          | 1994 | 68.053           | 2014 | 52.317           |
| 1955 | 124.641          | 1975 | 100.524          | 1995 | 64.523           | 2015 | 49.155           |
| 1956 | 142.140          | 1976 | 95.548           | 1996 | 60.907           | 2016 | 46.045           |
| 1957 | 142.849          | 1977 | 109.659          | 1997 | 61.720           | 2017 | 46.162           |
| 1958 | 137.778          | 1978 | 121.274          | 1998 | 61.600           | 2018 | 45.040           |
| 1959 | 147.047          | 1979 | 118.522          | 1999 | 60.621           | 2019 | 42.416           |
| 1960 | 142.853          | 1980 | 112.929          | 2000 | 57.374           | 2020 | 41.078           |
| 1961 | 138.829          | 1981 | 109.557          | 2001 | 58.426           | 2021 | 40.953           |
| 1962 | 139.375          | 1982 | 105.486          | 2002 | 57.374           | 2022 | 40.540           |
| 1963 | 138.567          | 1983 | 101.724          | 2003 | 60.062           | 2023 | 39.536           |
| 1964 | 142.426          | 1984 | 99.347           | 2004 | 61.935           | 2024 | 43.675           |
| 1965 | 140.389          | 1985 | 100.979          | 2005 | 61.111           | 2025 | 47.869           |

Fonte: PvdA - ledentallen (Documentatiecentrum Nederlandse Politieke Partijen)
La rivista per i membri del PvdA si chiama Rood. La Wiardi Beckman Stichting pubblica anche la rivista Socialisme & Democratie.

## Nelle istituzioni

### Primi ministri
- Wim Schermerhorn (1946)
- Willem Drees (1948–1958)
- Joop den Uyl (1973–1977)
- Wim Kok (1994–2002)

### Commissari europei
I seguenti membri del PvdA sono stati membri della Commissione europea:
- Sicco Mansholt (1958–1972 agricoltura, 1972–1973 presidente della Commissione europea)
- Henk Vredeling (1977–1981 affari sociali e occupazione)
- Frans Timmermans (2014–2019 primo vicepresidente e migliore regolamentazione, relazioni interistituzionali, stato di diritto e carta dei diritti fondamentali, 2019–2023 vicepresidente esecutivo e Green Deal europeo)

## Risultati elettorali
| Elezione         | Voti      | %     | Seggi    |
| ---------------- | --------- | ----- | -------- |
| Legislative 1946 | 1.347.940 | 28,31 | 29 / 100 |
| Legislative 1948 | 1.263.058 | 25,60 | 27 / 100 |
| Legislative 1952 | 1.545.867 | 28,97 | 30 / 100 |
| Legislative 1956 | .1872.209 | 32,69 | 34 / 100 |
| Legislative 1959 | 1.821.285 | 30,36 | 48 / 150 |
| Legislative 1963 | 1.753.025 | 28,01 | 43 / 150 |
| Legislative 1967 | 1.620.112 | 23,55 | 37 / 150 |
| Legislative 1971 | 1.554.280 | 24,60 | 39 / 150 |
| Legislative 1972 | 2.021.454 | 27,34 | 43 / 150 |
| Legislative 1977 | 2.813.793 | 33,83 | 53 / 150 |
| Europee 1979     | 1.722.240 | 30,39 | 9 / 25   |
| Legislative 1981 | 2.458.452 | 28,29 | 44 / 150 |
| Legislative 1982 | 2.503.517 | 30,40 | 47 / 150 |
| Europee 1984     | 1.785.165 | 33,70 | 9 / 25   |
| Legislative 1986 | 3.051.678 | 33,27 | 52 / 150 |
| Legislative 1989 | 2.835.251 | 31,88 | 49 / 150 |
| Europee 1989     | 1.609.626 | 30,70 | 8 / 25   |
| Legislative 1994 | 2.153.135 | 23,97 | 37 / 150 |
| Europee 1994     | 945.869   | 22,88 | 8 / 31   |
| Legislative 1998 | 2.494.555 | 28,98 | 45 / 150 |
| Europee 1999     | 712.929   | 20,11 | 6 / 31   |
| Legislative 2002 | 1.436.023 | 15,11 | 23 / 150 |
| Legislative 2003 | 2.631.363 | 27,26 | 42 / 150 |
| Europee 2004     | 1.124.549 | 23,60 | 7 / 27   |
| Legislative 2006 | 2.085.077 | 21,19 | 33 / 150 |
| Europee 2009     | 548.691   | 12,05 | 3 / 25   |
| Legislative 2010 | 1.848.805 | 19,63 | 30 / 150 |
| Legislative 2012 | 2.340.750 | 24,84 | 38 / 150 |
| Europee 2014     | 446.763   | 9,40  | 3 / 26   |
| Legislative 2017 | 599.699   | 5,70  | 9 / 150  |
| Europee 2019     | 1.045.274 | 19,01 | 6 / 26   |
| Legislative 2021 | 597.192   | 5,73  | 9 / 150  |